# Нентерсхаузен (Хесен)
Нентерсхаузен (њем. Nentershausen) општина је у њемачкој савезној држави Хесен. Једно је од 20 општинских средишта округа Херсфелд-Ротенбург. Према процјени из 2010. у општини је живјело 2.955 становника. Посједује регионалну шифру (AGS) 6632013.

## Географски и демографски подаци
Нентерсхаузен се налази у савезној држави Хесен у округу Херсфелд-Ротенбург. Општина се налази на надморској висини од 299 метара. Површина општине износи 57,1 km². У самом мјесту је, према процјени из 2010. године, живјело 2.955 становника. Просјечна густина становништва износи 52 становника/km².

## Међународна сарадња
| Мјесто | Држава    | Врста сарадње | Од    |
| ------ | --------- | ------------- | ----- |
|        | Француска | партнерство   | 1990. |
| Извор  |           |               |       |